# Булгаррено
„Булгаррено“ е марка автомобили на френския автомобилен производител „Рено“ (Renault), сглобявани в Пловдив.

## История
В средата на 1960-те години по инициатива на държавно стопанско предприятие (ДСП) „Булет“ е създадено сдружение с държавно стопанско обединение (ДСО) Металхим, чиято цел е усвояване на производството на леки автомобили.

По това време приоритет в дейността на ДСП „Булет“ е търговията със стоки от всички сфери на леката и тежката промишленост. Идеята е със свободни средства, осигурени от валутния резерв на двете български държавни предприятия, да започне внос на готови автомобилни части, а тяхното сглобяване в България да бъде осигурено от резервните мощности на отбранителната промишленост (свободните средства на Държавно стопанско обединение Металхим). По това време „Металхим“ включва всички военни заводи в България. Преди вземането на такова решение в България вече са разглеждани няколко чуждестранни предложения за подобно сътрудничество от страна на Рено, Фиат, Симка, Алфа Ромео и др., и най-изгодно се оказва предложението на Рено. Първото предложение на френската компания за производството на моделите Renault 4 и 4L в България е внесена на 27 май 1963 година.
На 30 юли 1966 г. е издадено правителствено постановление, което дава правото на ДСО „Металхим“ да започне преговори с Рено, с посредничеството на ДСП „Булет“, като първоначално се е предвиждало сглобяването на Булгаррено да се извършва в гр.Червен бряг.
Във в-к ”Работническо дело“, бр.261 от 18 септември 1966 г. се появява официално съобщение за сключен договор между ДСП „Булет“ и Рено, а два дни по-късно на Пловдивския мострен панаир са изложени 10 леки автомобила Рено 8, които (по неофициални данни) са сглобени във Военния завод в Казанлък. Колите носят означение „Bulgarrenault“ (Булгаррено), а на горния ляв ъгъл на предното стъкло има трицветна лента с надпис „Булет“.
На 21 септември 1966 г. във в-к „Работническо дело“ е поместено изказване на един от директорите на Рено за сключения договор с ДСП „Булет“, в който се предвижда през 1970 г. в България да бъдат сглобени над 10 000 леки автомобила Рено 8.
Ръководители на проекта по изграждането на монтажен завод на Рено в България са инж. Оберже от френска страна и директорите на ДСП „Булет“ Емил Разлогов и на ДСО „Металхим“ ген. Георги Ямаков от българска страна. Технически ръководител става инж. Стефан Вапцаров, а за началници по износа на леки автомобили към ДСП „Булет“ са назначени Атанас Тасков и Георги Младенов. По същото време група от български специалисти е командирована в заводите Рено на тримесечен стаж.
Първоначално Франция доставя всички необходими части, но целта е да се пристъпи към цялостно сглобяване в България и производство изцяло в България.
През 1967 г. монтажната линия се премества в Пловдив, където по същото време приключва строежът на специално проектирания за целта нов завод, разположен на бул. „Асеновградско шосе“. До откриването на новия завод за производствено хале временно е приспособена палата № 10 в Панаирното градче.
Заводът работи до 1970 г. и разполага с автоматизирана поточна линия и с най-модерните в онези години заваръчни и бояджийски агрегати, чиято обща стойност е 15 милиона долара.
През 1967 г. е предвидено производството да нарасне на 3000 автомобила годишно. В същото време от наша страна са изнесени 16 000 комплекта крикове и манивели за Франция, а през 1968 г. е предвидено техният брой да се увеличи на 100 000.
До 1970 г. в Пловдив са изработени общо около 4000 автомобила Булгаррено 8 и 10, при цена на доставените части 6 милиона долара, или средно по 1500 долара на автомобил. Първите готови коли са предложени на нашия пазар през февруари 1967 г., което е съобщено официално в бр.2 на в-к „Авто-Мото“. Посочената там цена е 5500 лева, но крайната пазарна стойност на двата модела, определена впоследствие, е съответно 6100 лева за Булгаррено 8 и 6800 лева за Булгаррено 10.
Голяма част от произведените в България автомобили е продадена в чужбина. В периода 1967 – 1969 г. са изнесени 500 автомобила Булгаррено 10 за Югославия, а през 1970 г. – 300 (според други данни 900) автомобила Булгаррено 8 и 10 за Австрия. Автомобилите се продават и в държави от Близкия изток.
В началото на 1970 г. производството на Булгаррено е прекратено.

## Произведени бройки[1]
| година | бройки |
| 1966   | 50     |
| 1967   | 870    |
| 1968   | 1600   |
| 1969   | 2486   |
| 1970   | 967    |
| 1971   | 567    |
| Общо   | 6540   |